# Jerry Haleva
Jerome Michael Haleva, más conocido como Jerry Haleva (26 de mayo de 1946), es un actor estadounidense y cabildero político. conocido por su parecido físico al fallecido expresidente iraquí Saddam Hussein. Todos sus papeles en el cine se basan en esto.

## Filmografía
- 2002 - Fuego sobre Bagdad ....Saddam Hussein
- 2002 - The First $20 Million Is Always the Hardest ....Holograma de Saddam Hussein
- 1998 - Mafia ....Saddam Hussein
- 1998 - El gran Lebowski ....Saddam Hussein
- 1993 - Hot Shots! Part Deux ....Saddam Hussein
- 1991 - Hot Shots! ....Saddam Hussein